# لیرنو
شهر لیرنو (به فرانسوی: Lierneux) در شهرستان ورویه  در استان لیئژ  در منطقه فدرال والوون در کشور بلژیک واقع شده‌است.